# Onobrychis gaubae
Onobrychis gaubae är en ärtväxtart som beskrevs av Joseph Friedrich Nicolaus Bornmüller. Onobrychis gaubae ingår i släktet esparsetter, och familjen ärtväxter. Inga underarter finns listade i Catalogue of Life.